# هدایت‌الله حکیم‌الهی
هدایت‌الله حکیم‌الهی (متولد ۱۲۹۶) نویسنده و پژوهشگر ایرانی بود. او مدتی در دبیرستان فیروزبهرام تدریس می‌کرد.
او به‌دلیل فعالیت‌هایش در دولت قوام‌السلطنه مورد تعقیب قرار گرفت، سپس با وساطت محمدحسین قشقایی و احمد و عبدالرحمن فرامرزی رها شد و به انگلستان رفت و در دانشگاه لندن به تدریس مشغول شد.
جیران گاهان در رسالهٔ دکتری خود در دانشگاه تورنتو به‌طور مفصل به تحقیقات حکیم‌الهی راجع به شهر نو پرداخته‌است.
او برادر نصرت‌الله حکیم‌الهی و فرزند محمدعلی حکیم‌الهی فریدنی است.

## کتاب‌ها
- یادداشتهای یک دیکتاتور
- با من به دار المجانین بیائید
- با من به شهر نو بیائید
- با من به زندان بیائید
- با من به ارتش بیایید
- با من به مدارس بیایید
- گیتا دختر کولی
- از شهر نو تا دادگستری
- استنباط ما از خدا و خلقت از نظر مذاهب، فلاسفه و ایدئولوژیهای ضد مذهب
- زن و آزادی و ضرب‌المثلهای ملل راجع به زنان، شامل آخرین تحقیقات زیست شناسان و علمای مذهبی، اجتماعی - سیاسی و اخلاقی جهان دربارهٔ زن
- اسرار سیاسی کودتا و زندگانی آقای سید ضیاءالدین طباطبائی
- ج‍ه‍ان‌ (در شرح افکار گاندی و جنبش ملی هند)